# 米西格
米西格（法語：Mussig，法語發音：[mysiɡ]）是法国下莱茵省的一个市镇，属于塞莱斯塔-埃尔什泰因区。

## 地理
米西格（48°13'43"N, 7°31'12"E）面积11.73 平方千米，位于法国大東部大區下莱茵省，该省份为法国大陆部分最东部的省份，是阿尔萨斯的一部分，今与上莱茵省组成了阿尔萨斯欧洲集体，其南至上莱茵省，西南接孚日省和默尔特-摩泽尔省，西接摩泽尔省，北与德国接壤，东侧沿莱茵河与德国相望。
与米西格接壤的市镇（或旧市镇、城区）包括：巴尔德奈姆、伯森比森、艾多尔赛姆、埃瑟奈姆、塞莱斯塔。
米西格的时区为UTC+01:00、UTC+02:00（夏令时）。

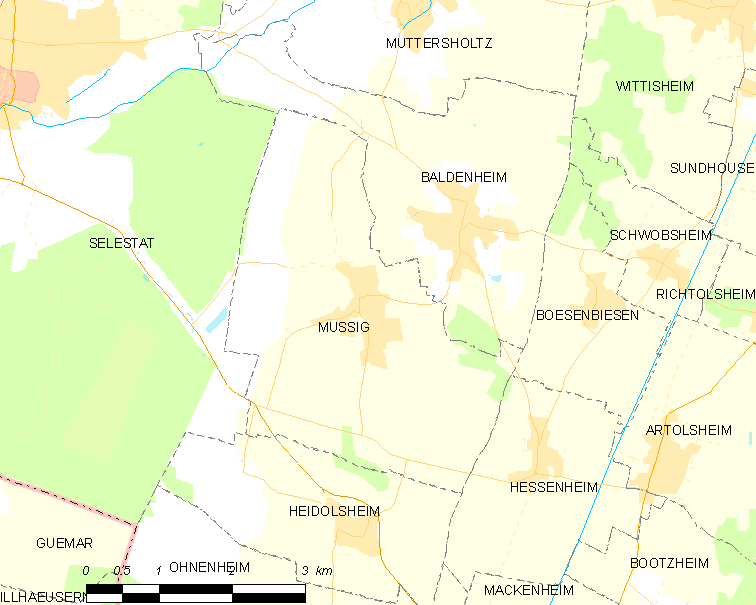
米西格的OSM定位图

## 行政
米西格的邮政编码为67600，INSEE市镇编码为67310。

## 政治
米西格所属的省级选区为塞莱斯塔县。

## 人口

1962-2008年间米西格人口变化图示

米西格于2022年1月1日时的人口数量为1124人。